# Alyssa Sutherland
Alyssa Sutherland (n. 23 septembrie 1982, Brisbane, Queensland, Australia) este o actriță și model australian, cel mai bine cunoscută pentru rolurile sale ca Regina Aslaug din serialul Vikings și Ellie din Evil Dead Rise, a cincea parte a francizei Evil Dead.
S-a născut în Brisbane și a urmat liceul de stat Craigslea din partea de nord a orașului Brisbane.